# 福田 (つくばみらい市)

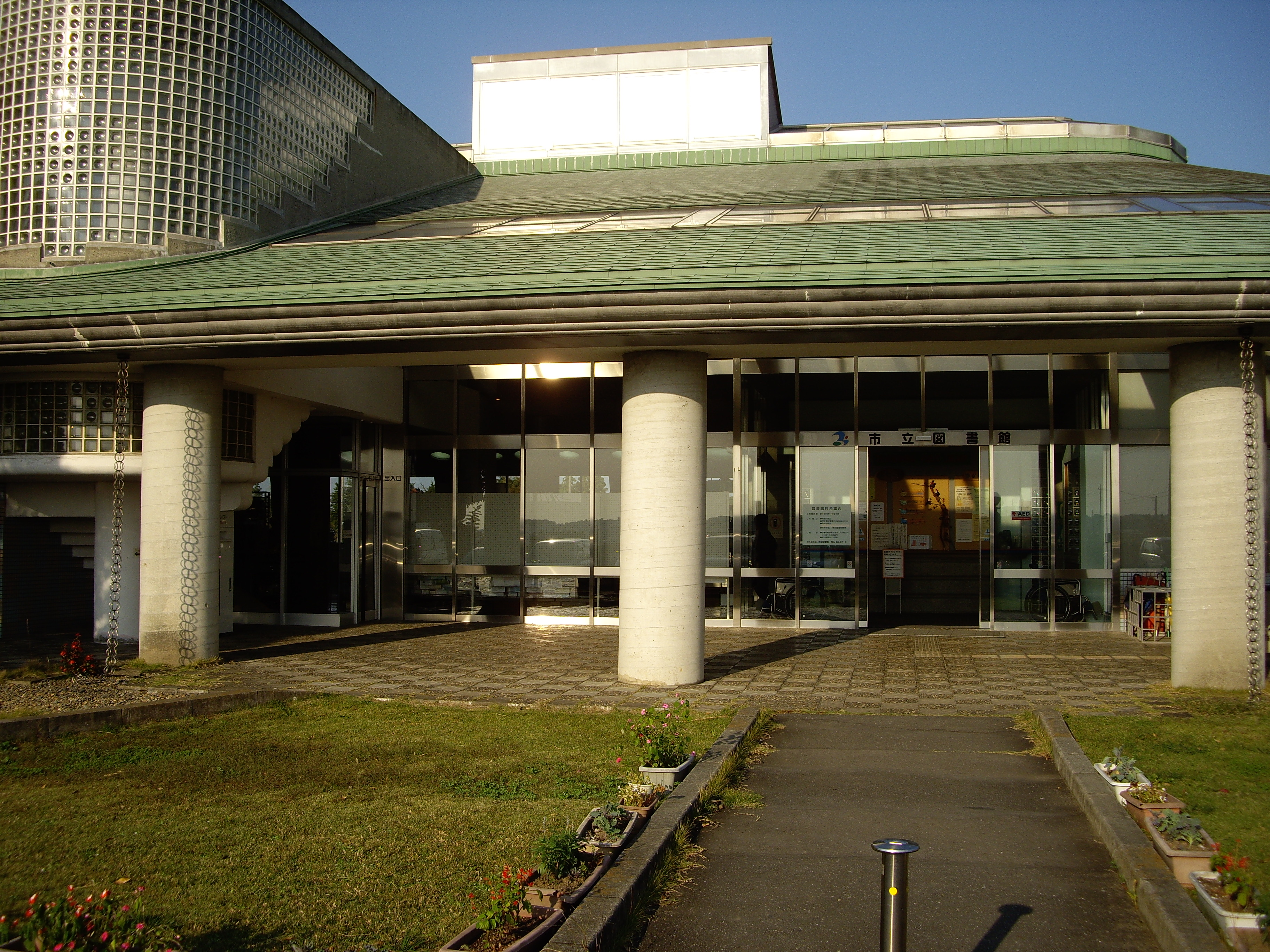
つくばみらい市立図書館

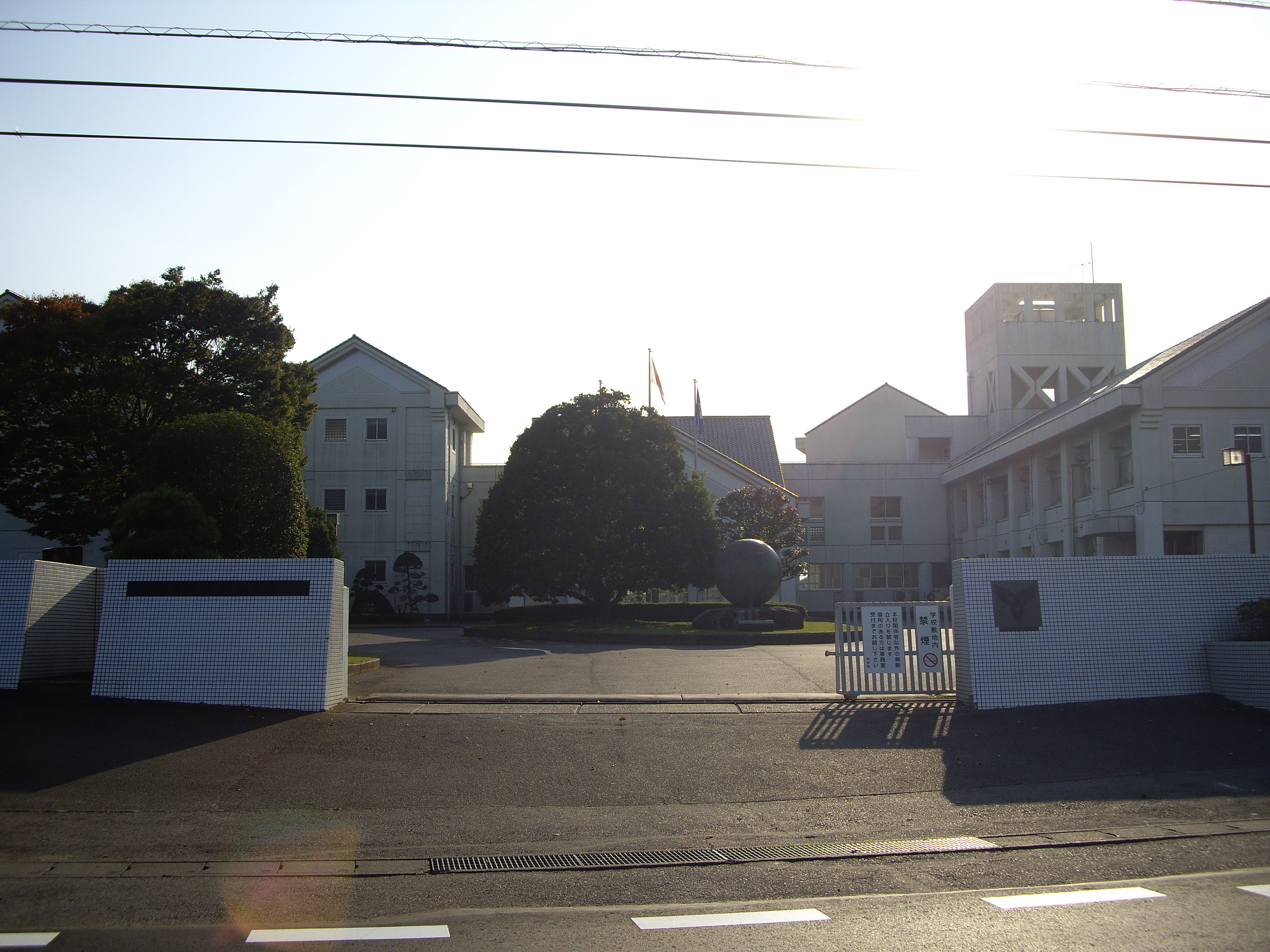
県立伊奈高等学校

福田（ふくだ）は、茨城県つくばみらい市の地名。郵便番号は300-2341。
　

## 地理
つくばみらい市の南部に位置し、地域内を茨城県道130号常総取手線が通る。つくばみらい市役所伊奈庁舎、つくばみらい市立図書館、つくばみらい消防署、県立伊奈高等学校、伊奈公民館、伊奈保健センター、つくばみらい市商工会館があり、旧伊奈町時代から、行政の中心として成り立ってきた地域である。
東は谷井田、西は豊体・市野深、南は弥柳（いよやなぎ）・長渡呂新田の飛地、北は板橋・新戸と接している。

## 世帯数と人口
2017年（平成29年）8月1日現在の世帯数と人口は以下の通りである。
| 大字 | 世帯数 | 人口 |
| ---- | ------ | ---- |
| 福田 | 31世帯 | 95人 |

## 交通
首都圏新都市鉄道つくばエクスプレスみらい平駅やJR常磐線取手駅を結ぶ路線バスと、つくばみらい市コミュニティバス「みらい号」が地域内を走っている。
路線バス
地域内には「谷井田北」、「伊奈庁舎」、「図書館入口」、「福田」の4つの停留所がある。
| 系統 | 主要経由地                | 行先       | 運行会社 |
| ---- | ------------------------- | ---------- | -------- |
|      | 山王新田・大橋・白山8丁目 | 取手駅西口 | ■関鉄    |
|      | 豊体・高波・みらい平駅    | 谷田部車庫 | ■関鉄    |
|      | 豊体・筑波ゴルフ場・高岡  | 谷田部車庫 | ■関鉄    |
|      | 豊体・小張・高波          | みらい平駅 | ■関鉄    |
|      | 伊奈庁舎                  | 伊奈中央   | ■関鉄    |

コミュニティバス
地域内には「伊奈庁舎」の停留所がある。
| 系統 | 主要経由地                                                      | 行先           | 運行会社 |
| --- | --------------------------------------------------------------- | -------------- | -------- |
| 東（右） | 総合運動公園入口・狸穴入口・伊奈東中央・紫峰ヶ丘5丁目           | 循環みらい平駅 | ■関鉄    |
| 東（左） | 板橋小学校前・きらくやまふれあいの丘・伊奈東中央・紫峰ヶ丘5丁目 | 循環みらい平駅 | ■関鉄    |
| 南（右） | 守谷駅東口・小張・愛宕住宅前・高波                              | 循環みらい平駅 | ■関鉄    |
| 南（左） | 谷井田中央・きらくやまふれあいの丘・板橋小学校前・高波          | 循環みらい平駅 | ■関鉄    |
| 備考 - 循環は循環路線 - 東（右）は、つくばみらい市コミュニティバスの系統。東は東ルート、（右）は右回りを意味する。 |                                                                 |                |          |

## 小・中学校の学区
市立小・中学校に通う場合、学区は以下の通りとなる。
| 番地 | 小学校   | 中学校     |
| ---- | -------- | ---------- |
| 全域 | 豊小学校 | 伊奈中学校 |

## 施設
- つくばみらい市役所伊奈庁舎
- 茨城県立伊奈高等学校
- つくばみらい市立図書館
- つくばみらい消防署
- つくばみらい市商工会館
- 伊奈公民館
- 伊奈保健センター
- 鹿島神社
- 日枝神社